# Campeonato del Litoral 1939
El Campeonato del Litoral de 1939 fue un campeonato oficial organizado por la Asociación Rosarina de Fútbol dado que tanto Rosario Central como Newell's Old Boys habían entrado a disputar los torneos de la Asociación de Fútbol Argentino.
En este campeonato se invitarón equipos de distintas provincias que estén en la Región del Litoral, equipos de la Liga Santafesina de Fútbol y de la extinta Federación Paranaense de Fútbol.

### Tabla de posiciones
| Pos | Equipo              | Pts | PJ | G  | E | P  | GF | GC | Dif |
| --- | ------------------- | --- | -- | -- | - | -- | -- | -- | --- |
| 1º  | Central Córdoba     | 25  | 16 | 12 | 1 | 3  | 41 | 18 | 23  |
| 2º  | Unión               | 25  | 16 | 10 | 5 | 1  | 31 | 12 | 19  |
| 3º  | Tiro Federal/Sparta | 18  | 16 | 9  | 0 | 7  |    |    | 0   |
| 4º  | Argentino           | 16  | 16 | 7  | 2 | 7  |    |    | 0   |
| 5º  | Belgrano/Patronato  | 16  | 16 | 7  | 2 | 7  |    |    | 0   |
| 6º  | Gimnasia y Esgrima  | 15  | 16 | 6  | 3 | 7  |    |    | 0   |
| 7º  | Provincial/Belgrano | 13  | 16 | 6  | 1 | 9  |    |    | 0   |
| 8º  | Colón               | 12  | 16 | 5  | 2 | 9  | 29 | 32 | -3  |
| 9º  | Atlético/Talleres   | 4   | 16 | 1  | 2 | 11 | 21 | 67 | -46 |

### Desempate
| 17 de diciembre de 1939 | Unión                                                                                            | 6:2 | Central Córdoba                            | Ciudadela, Santa Fe     |                         |
|                         | Mario Gervé 15' 57' 66' · Juan José Ulrich 35' · Carlos Celestino Verga 48' · Juan Bobadilla 70' |     | Humberto Fiore 86' · Federico Monestés 89' | Árbitro(s): Ubaldo Ruíz | Árbitro(s): Ubaldo Ruíz |

| 24 de diciembre de 1939 | Central Córdoba           | 3:1 | Unión              | Arroyito, Rosario             |                               |
|                         | Federico Monestés 10' 57' |     | Juan Bobadilla 67' | Árbitro(s): Juan José Alvaréz | Árbitro(s): Juan José Alvaréz |

### Ficha del partido final
| 1     | POR   | Rogelio Molina       |  |
| 2     | DEF   | Andrés Garramendi    |  |
| 6     | DEF   | Emilio Papetti       |  |
| 4     | MED   | Víctor Curuchet      |  |
| 5     | MED   | Feliciano Villalba   |  |
| 3     | MED   | José Casalini        |  |
| 8     | DEL   | Francisco De la Mata |  |
| 11    | DEL   | Humberto Fiore       |  |
| 10    | DEL   | Federico Monestés    |  |
| 7     | DEL   | Waldino Aguirre      |  |
| 9     | DEL   | José López           |  |
| D. T. | D. T. | Gabino Sosa          |  |

| 1     | POR   | Víctor Antolin Manuel Lezcano |  |
| 2     | DEF   | Ramón Roque Rafanelli         |  |
| 6     | DEF   | Domingo Zárate                |  |
| 3     | MED   | Rogelio Nieres                |  |
| 5     | MED   | Hernández                     |  |
| 4     | MED   | Carmelo Francisco Bonacci     |  |
| 8     | DEL   | Carlos Máximo Tobke           |  |
| 11    | DEL   | Mario Gervé                   |  |
| 10    | DEL   | Carlos Celestino Verga        |  |
| 7     | DEL   | Juan Bobadilla                |  |
| 9     | DEL   | Raúl Martínez                 |  |
| D. T. | D. T. | Miguel Caffaratti             |  |

| 15' 57' | Francisco De la Mata José López | 1:0 2:1 |

| 31' | Carlos Máximo Tobke | 1:1 |

| Principal | J. Albanese |

| 1     | POR   | Rogelio Molina       |  |
| 2     | DEF   | Andrés Garramendi    |  |
| 6     | DEF   | Emilio Papetti       |  |
| 4     | MED   | Víctor Curuchet      |  |
| 5     | MED   | Feliciano Villalba   |  |
| 3     | MED   | José Casalini        |  |
| 8     | DEL   | Francisco De la Mata |  |
| 11    | DEL   | Humberto Fiore       |  |
| 10    | DEL   | Federico Monestés    |  |
| 7     | DEL   | Waldino Aguirre      |  |
| 9     | DEL   | José López           |  |
| D. T. | D. T. | Gabino Sosa          |  |

| 1     | POR   | Víctor Antolin Manuel Lezcano |  |
| 2     | DEF   | Ramón Roque Rafanelli         |  |
| 6     | DEF   | Domingo Zárate                |  |
| 3     | MED   | Rogelio Nieres                |  |
| 5     | MED   | Hernández                     |  |
| 4     | MED   | Carmelo Francisco Bonacci     |  |
| 8     | DEL   | Carlos Máximo Tobke           |  |
| 11    | DEL   | Mario Gervé                   |  |
| 10    | DEL   | Carlos Celestino Verga        |  |
| 7     | DEL   | Juan Bobadilla                |  |
| 9     | DEL   | Raúl Martínez                 |  |
| D. T. | D. T. | Miguel Caffaratti             |  |

| 15' 57' | Francisco De la Mata José López | 1:0 2:1 |

| 31' | Carlos Máximo Tobke | 1:1 |

| Principal | J. Albanese |

| 1     | POR   | Rogelio Molina       |  |
| 2     | DEF   | Andrés Garramendi    |  |
| 6     | DEF   | Emilio Papetti       |  |
| 4     | MED   | Víctor Curuchet      |  |
| 5     | MED   | Feliciano Villalba   |  |
| 3     | MED   | José Casalini        |  |
| 8     | DEL   | Francisco De la Mata |  |
| 11    | DEL   | Humberto Fiore       |  |
| 10    | DEL   | Federico Monestés    |  |
| 7     | DEL   | Waldino Aguirre      |  |
| 9     | DEL   | José López           |  |
| D. T. | D. T. | Gabino Sosa          |  |

| 1     | POR   | Víctor Antolin Manuel Lezcano |  |
| 2     | DEF   | Ramón Roque Rafanelli         |  |
| 6     | DEF   | Domingo Zárate                |  |
| 3     | MED   | Rogelio Nieres                |  |
| 5     | MED   | Hernández                     |  |
| 4     | MED   | Carmelo Francisco Bonacci     |  |
| 8     | DEL   | Carlos Máximo Tobke           |  |
| 11    | DEL   | Mario Gervé                   |  |
| 10    | DEL   | Carlos Celestino Verga        |  |
| 7     | DEL   | Juan Bobadilla                |  |
| 9     | DEL   | Raúl Martínez                 |  |
| D. T. | D. T. | Miguel Caffaratti             |  |

| 15' 57' | Francisco De la Mata José López | 1:0 2:1 |

| 31' | Carlos Máximo Tobke | 1:1 |

| Principal | J. Albanese |

| 1     | POR   | Rogelio Molina       |  |
| 2     | DEF   | Andrés Garramendi    |  |
| 6     | DEF   | Emilio Papetti       |  |
| 4     | MED   | Víctor Curuchet      |  |
| 5     | MED   | Feliciano Villalba   |  |
| 3     | MED   | José Casalini        |  |
| 8     | DEL   | Francisco De la Mata |  |
| 11    | DEL   | Humberto Fiore       |  |
| 10    | DEL   | Federico Monestés    |  |
| 7     | DEL   | Waldino Aguirre      |  |
| 9     | DEL   | José López           |  |
| D. T. | D. T. | Gabino Sosa          |  |

| 1     | POR   | Víctor Antolin Manuel Lezcano |  |
| 2     | DEF   | Ramón Roque Rafanelli         |  |
| 6     | DEF   | Domingo Zárate                |  |
| 3     | MED   | Rogelio Nieres                |  |
| 5     | MED   | Hernández                     |  |
| 4     | MED   | Carmelo Francisco Bonacci     |  |
| 8     | DEL   | Carlos Máximo Tobke           |  |
| 11    | DEL   | Mario Gervé                   |  |
| 10    | DEL   | Carlos Celestino Verga        |  |
| 7     | DEL   | Juan Bobadilla                |  |
| 9     | DEL   | Raúl Martínez                 |  |
| D. T. | D. T. | Miguel Caffaratti             |  |

| 15' 57' | Francisco De la Mata José López | 1:0 2:1 |

| 31' | Carlos Máximo Tobke | 1:1 |

| Principal | J. Albanese |

## Copa Ibarguren
| 31 de marzo de 1940 | Independiente                                                                                     | 5:0 | Central Córdoba | Racing Club, Avellaneda |  |
|                     | Antonio Sastre 10' · Vicente de la Mata 51' · Raul Osvaldo Leguizamón 65' · Arsenio Erico 71' 85' |     |                 |                         |  |

- Datos: Q65164500